# Rasmus Karjalainen
Rasmus Joonatan Karjalainen (Oulu, 4 aprile 1996) è un calciatore finlandese, attaccante dello SJK.

## Palmarès

### Club

#### Competizioni nazionali
- Campionato finlandese: 1

KuPS: 2019